# 로니트 엘카베츠
로니트 엘카베츠(히브리어: רונית אלקבץ, 영어: Ronit Elkabetz, 1964년 11월 27일 ~ 2016년 4월 19일)는 이스라엘의 배우, 영화 감독이다. 모로코계 유대인 집안 출신이며, 오빌상 여우주연상 3회(제5회, 제12회, 제18회) 수상자이다.
2016년 폐암으로 세상을 떠났으며, 시신은 텔아비브에 매장되었다.

## 출연 작품
- 겟, 더 트라이얼 오브 비비안 암살렘 (2014)
- 아기기린 자라파 (2012)
- 보이지 않는 (2011)
- 마불 (2011)
- 프리 핸즈 (2010)
- 터키형님 (2010)
- 지온과 그의 형제 (2009)
- 이스라엘 영화의 역사 (2009)
- 더 걸 온 더 트레인 (2009)
- 자파 (2009)
- 7일장 (2008)
- 밴드 비지트 - 어느 악단의 조용한 방문 (2007)
- 아내를 얻는 법 (2004)
- 오르 (2004)
- 에이릴라 (2003)
- 늦은 결혼 (2001)
- 쉬허 (1996)